# Tioply Stan
Tioply Stan (en russe : Муниципальный округ Тёплый Стан) est un district municipal de la ville de Moscou, dépendant administrativement du district administratif sud-ouest.

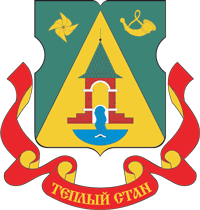
Armes du district
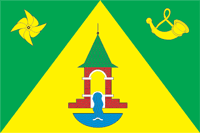
Drapeau du district

## Histoire
Le district constitué en 1972, abritait sur son territoire les villages de Konkovo et Verkhnie Tioplye Stany, ainsi que les terres qui les séparaient. Avant la réforme administrative de 1991, il faisait partie du district de Tcheriomouchki.
Dans le quartier, la colline de Teplostanskaïa, est le point culminant de la ville de Moscou en 1960 (l'année de l'intégration du quartier), avec ses 254,6 mètres d'altitude (130 mètres au niveau de la Moskova) à l'intersection de Novoïassenevski prospekt et de rue Profsoyouznaïa.
Le quartier abrite un parc boisé.